# ウィキペディアのコミュニティ
ウィキペディアのコミュニティ（英語: Wikipedia community）は、オンライン百科事典のウィキペディアを維持し、内容物を作る人々の共同体。参加者個人を指してウィキペディアン（英語: Wikipedians）とも言う。OxfordDictionaries.comは、2012年8月に「ウィキペディアン」を見出し語に加えた。 
ウィキペディアンのほぼ全員がボランティアである。ウィキペディアが成熟しその存在感が増すに従って、ウィキペディアン・イン・レジデンスや課題としてウィキペディアの編集に取り組む学生など、ボランティア以外のウィキペディアンも登場した。 

## 規模
ウィキペディアのコミュニティの規模に関する調査は、最初期のうちに参加者数が指数関数的に伸びたことを示している。2008年4月に作家のクレイ・シャーキーとコンピュータサイエンティストのマーチン・ヴァッテンベルクは、それまでにウィキペディアのために費やされた時間の合計はおおよそ1億時間であると推計した。2023年8月時点で、すべての言語版を合わせて約1億900万人の利用者が登録しており、そのうち約28万人が「アクティブ」（過去30日間に1回以上編集）であった。

## ジェンダー多様性

ウィキペディア編集者の統計 (2008年)。男性が8割超、約半数が20代で、独身者が多い

ある研究によれば、ウィキペディア編集者のうち「女性はかろうじて13パーセントで、投稿者の平均年齢は二十代前半」である。ミネソタ大学の研究者による2011年の研究によれば、2009年中にウィキペディアの編集を始めた38497人のうち女性は16.1パーセントであった。2011年1月のニューヨーク・タイムズの記事において、Noam Cohenは2008年のウィキメディア財団の調査結果によればウィキペディアに投稿する人のうち女性はわずか13パーセントであると述べている。財団事務長だったスー・ガードナーは、2015年までに女性投稿者の割合が25パーセントまで伸びることを望むと表明していた。女性学全国会議(National Council for Research on Women)代表のLinda Baschは、これらのウィキペディア編集者の統計と、合衆国内で学士号・修士号・博士号を取得した女性の割合（いずれも50パーセント以上）との差異に注目している。
この状況に対して、イエール大学、ブラウン大学、ペンシルベニア州立大学などといった多くの大学がウィキペディアのコミュニティへの女性の参加を促進すべくエディタソンの開催や、ウィキペディアに技術に関連する「フェミニズム的思考を書いた」学生に単位を付与するなどの取り組みを行っている。学歴達成別の投稿者の多様性に関する2008年の自己選択式調査によれば、ウィキペディア編集者のうち62パーセントは高等学校卒業か大学学部卒の学歴を持っている。
2014年8月、ウィキペディアの共同創設者であるジミー・ウェールズはBBCのインタビューに対して、財団の試みが「ことごとく失敗していた」ため、（本来2015年に達成するはずだった）女性編集者の割合を25パーセントまで増やすための「努力を本当に倍加させた」と答えている。ウェールズはまた、「必要なことは数多い…多くのアウトリーチ活動に、多くのソフトウェア変更もだ」と述べている。2016年12月のブルームバーグ・ニュースにおいて、ニューヨーク・タイムズに寄稿しているAndrew Lihが、女性編集者へのアウトリーチ不足に関するウェールズのコメントを支持していると伝えられた。Lihは「あなたがたは、『自分は女性である、自分はフェミニストである』と名乗れば醜く威圧的な反応が返ってくる、安全とは思えない編集環境に如何にして人々を取り込もうとするのか」と懸念を表明している。

## モチベーション

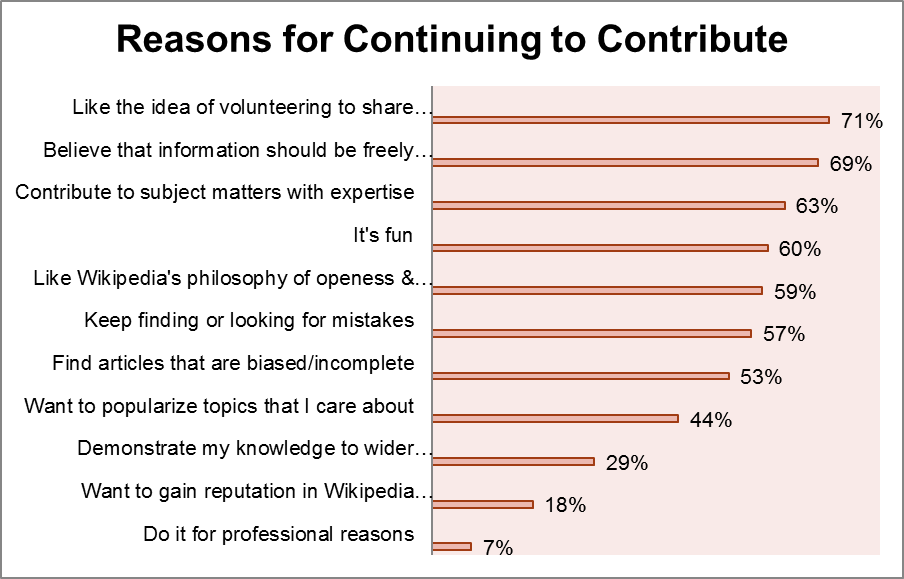
2011年4月の編集者アンケートによる、投稿し続ける理由。上から「知識共有のボランティアという着想がいい」「情報は無料であるべきだ」「知識ある対象に貢献したい」「楽しい」「ウィキペディアの理念と開放性」「間違いを探す」「不完全な記事を探す」「大事だと思う話題を広めたい」「自分の知識を見せたい」「ウィキペディア内で評価されたい」「職業上の理由」

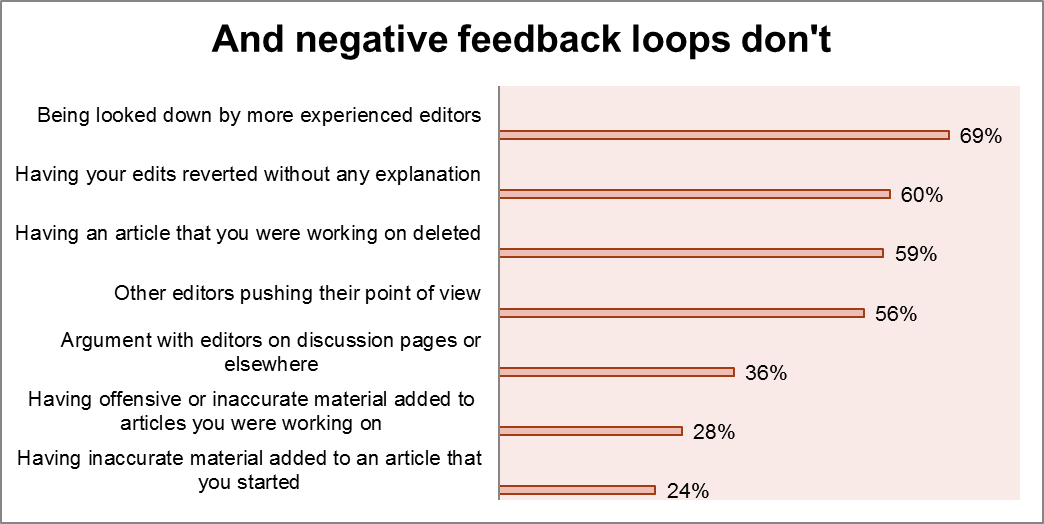
2011年4月の編集者アンケートによる、投稿したくない理由。「ベテラン編集者から見下される」「編集を説明なくリバートされた」「編集していた記事が削除された」「他の人が意見を押し付けてくる」「ノートページなどで議論になった」「編集していた記事に批判や間違いが書き込まれた」「自分の立てた記事に間違いが書き込まれた」

ウィキペディア投稿者のモチベーションに関しては様々な研究結果が存在する。2004年に行われたコミュニティとしてのウィキペディアに関するAndrea Ciffolilliの調査によれば、wikiへの参加の取引コストの低さが共同執筆の触媒となり、「創造的構築」アプローチが参加を促進しているという。Andrea ForteとAmy Bruckmanによる2005年の報告"Why Do People Write for Wikipedia? Incentives to Contribute to Open-Content Publishing"は、ウィキペディア投稿者のモチベーションとしてありうるものについて検討している。この報告は、ブルーノ・ラトゥールとスティーヴ・ウールガーが『実験室生活』で提唱したcycle of credit理論をウィキペディア投稿者に適用し、人々がウィキペディアに書く理由はそのコミュニティ内で認知されるためであることを示している。
Oded Nov,は2007年の報告"What Motivates Wikipedians"において、一般的なボランティアのモチベーションとウィキペディアに投稿する人々のモチベーションを関連付けた。Novは、すでに確認されていたボランティア活動の6つの動機付けを調査に用いた。
- 価値 – 利他主義的価値を実現し他者を助ける
- 社会 – 仲間と交流し、他の人々から好意的にみられる
- 理解 – 活動を通じて知識を拡張する
- 経歴 – 仕事の経験と技能を獲得する
- 防御 – 社会的特権（英語版）への罪悪感を減らすなど
- 高揚 – 知識を他人に示す

彼はこの6つの動機づけに次の2つを加える。
- 信条 – 活動の根底にあるイデオロギーと認識されているものを促進する (たとえば知識は無料であるべきだという信念)
- 愉快 – 活動が楽しい

この調査では、最も一般的な動機は「愉快」「信条」「価値」であり、逆に頻度が低いのは「経歴」「社会」「防御」であることが示された。
ウィキメディア財団はウィキペディア投稿者と利用者に対する調査を何度か行っている。2008年、財団は国際連合大学マーストリヒト技術革新・経済社会研究所の協同グループとともにウィキペディアの読者と編集者の調査を開始した。これはウィキペディアに関するそれまでで最も包括的な調査であった。調査結果は2年後の2010年3月24日に公表された。財団はウィキペディア編集者のニーズをよりよく理解すべく、2011年から半年ごとの調査を開始した。
Heng-Li YangとCheng-Yu Laiによる論文"Motivations of Wikipedia Content Contributors"は、ウィキペディアへの投稿は自発的なものであることから、楽しみこそが最も大きな動機付けであろうとの仮説を立てた。しかしながらこの研究結果が示したのは、端緒的には編集の楽しさからウィキペディアを始めるかもしれないが、 参加し続ける最もそれらしい動機は「自らに達成感を与えるような知識共有がしたい」といったような自己概念的なものであるということであった。
Cheng-Yu LaiとHeng-Li Yangによる2014年の追加調査では、人々がウィキペディアのコンテンツを編集し続ける理由について調査した。この研究では英語版の編集者を対象として288の有効なオンライン調査票が得られた。その分析結果として、主観的課題価値(subjective task value)、コミットメント、および手続的正当性がウィキペディアンの満足にとって重要であり、この満足がウィキペディアのコンテンツを編集し続ける意図に影響していることが確認された。
ウィキペディアの編集者は、時にウィキペディアに投稿し続ける理由を個人的に発する機会がある。それらの証言に共通するのは、ウィキペディアに投稿しウィキペディアのコミュニティの一員であることの楽しさである。また、ウィキペディアを編集することの潜在的な中毒性についても言及される。Lifehackerのジーナ・トラパニは、「記事の編集をすることは何も怖くないとわかりました。楽しくて、驚くほど満足で、異常なほどに中毒性を示します」と言及している。ジミー・ウェールズもまたウィキペディアの中毒性について、「ウィキペディアの最も肝心なことは、楽しさと中毒性だ」と言及している。ウィキペディアンたちは時たま、互いの善い行いに対して「バーンスター」を授与する。このような個人化された感謝のしるしが、ソーシャルサポート、管理系タスク、種々の調整作業などといった、単純作業の域を超える広範な価値ある仕事を可視化する。バーンスター現象は、これが他の大規模共同作業に従事するコミュニティにどのような影響を与えるか判断しようとする研究者らの分析対象となっている。

## メディア
ウィキペディアからはいくつかのコミュニティニュース出版物が生まれている。オンラインニュースレターのサインポストが2005年1月10日から発行されている。プロのカートゥニストであるGreg Williamsが2006年から2008年にかけてWikiWorldというウェブ漫画を創作し、サインポストに連載していた。ウィキペディア・ウィークリーというポッドキャストが2006年から2009年にかけて配信されその後も散発的に配信されており、「これはウィキペディア・ウィークリーではない」という電話会議も2008年から2009年にかけて開かれた。ウィキペディア内に存在するウィキプロジェクトと呼ばれる特定のトピックに特化したコミュニティでも、ニュースレターやその他の発行物が配布されている。

## 社交活動
ウィキメディア財団や他のウィキペディアのコミュニティによって、オフライン活動が行われている。

### ウィキマニア

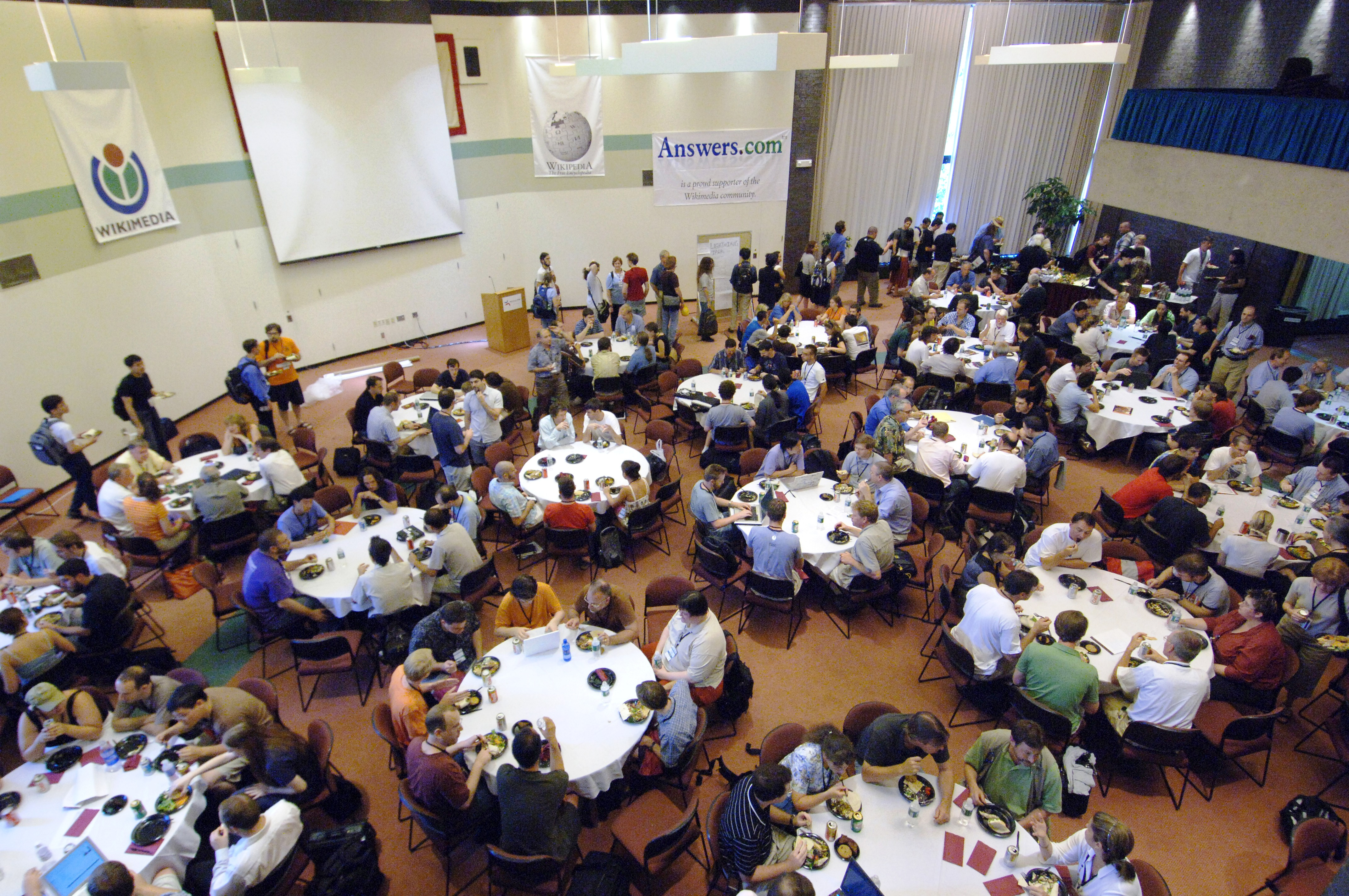
ウィキペディアやウィキメディア財団が運営する姉妹プロジェクトの利用者による年に一度の会議であるウィキマニア

ウィキマニアはウィキメディア財団が運営するwikiを利用したプロジェクト（ウィキペディアやその姉妹プロジェクトなど）の利用者のための年一回の国際会議である。そこで発表・議論される主題は、財団のプロジェクトや他のwiki、オープンソースソフトウェア、フリーナリッジやフリーコンテントと、これらに関連する様々な社会的・技術的側面である。

### ウィクニック

#### アメリカ合衆国

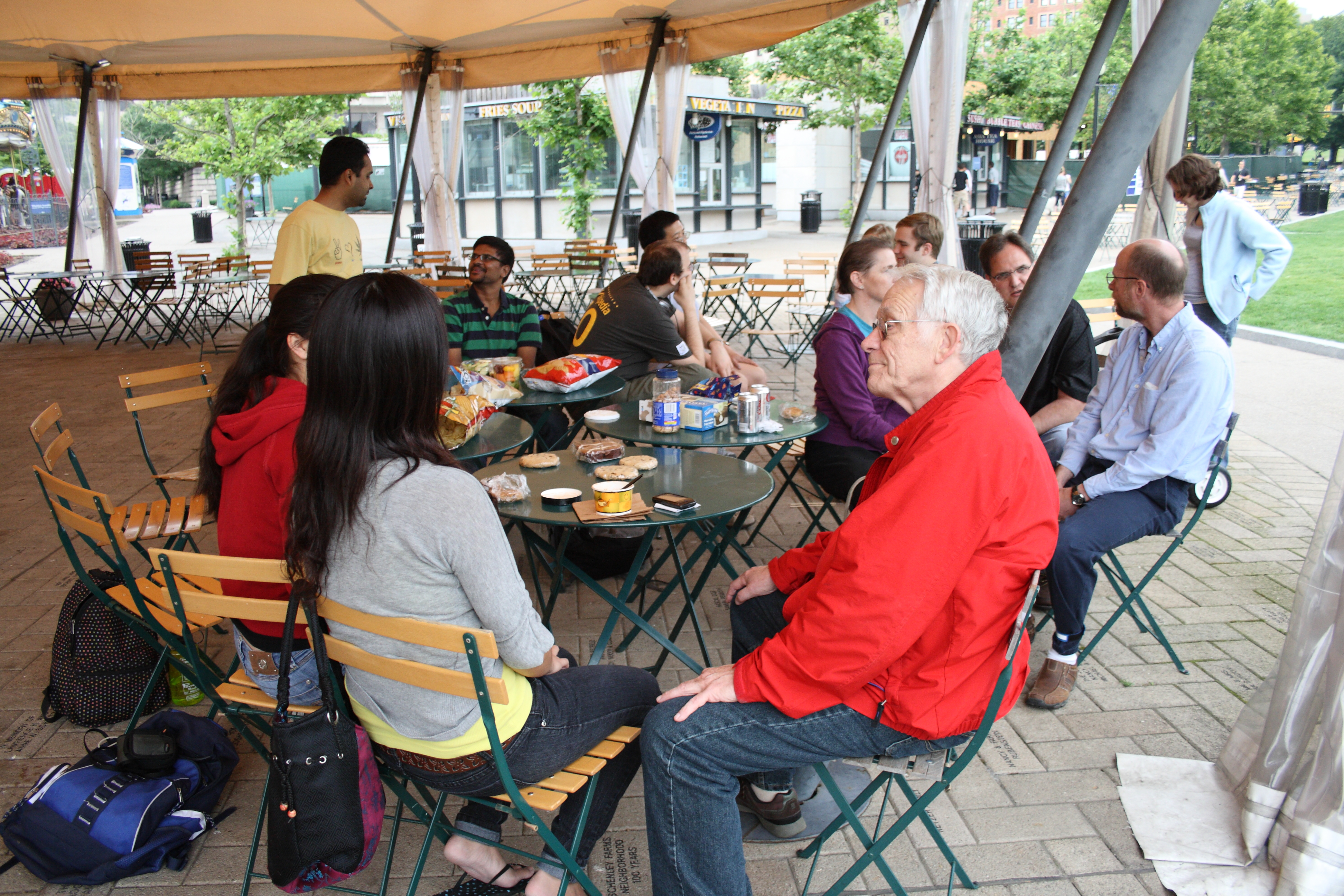
ピッツバーグで開かれたウィクニック2011

年次アメリカ・大ウィクニックは、毎年夏、通常は7月4日より前に、合衆国の主要都市で開催される集会である。ウィクニックのコンセプトによって、ウィキペディアンはピクニック食材をもちより、個人的な方法で交流することができる。
また、毎年北米ウィキカンファレンスも開催されている。

## 批判
ウィキペディアはさまざまな種類の批判を受けてきた。例えば、ジョン・シーゲンソーラー事件やEssjay騒動は、ウィキペディアの信頼性と参考文献としての有用性に関する批判を引き起こした。コミュニティに関する苦情も、匿名制の影響、新人への態度、管理者による職権乱用、コミュニティの社会的構造におけるバイアス、とりわけジェンダーバイアスと女性投稿者の少なさ、プロジェクトの共同創設者ジミー・ウェールズの役割など多岐にわたる。元財団事務長のスー・ガードナーは、ウィキペディアンを「スタイルマニュアルを熟知した、不愛想な古いデスク男のようだ。」と表現している。ウィキペディアへの有償寄稿者との間で激しい論争があり、財団はWiki-PR社に停止通知書を送るに至った。ウィキペディアは記事からの荒らし除去に関してコミュニティの成員による努力に頼っている。
ウィキペディアの共同創設者であり、のちにCitizendiumという対抗プロジェクトを立ち上げたラリー・サンガーは、2007年時点でウィキペディアのコミュニティは「自らのルールを効果的に、または一貫性をもって執行（取締り）していない。結果として、管理者も通常の参加者もほとんど咎められることなく目的外利用的な行動が行なえ、これにより目的外利用の終わりのない悪循環が生まれている」と述べている。タイムズ紙のオリバー・カムはウィキペディアの内容形成におけるコミュニティの合意への依存について、「ウィキペディアは真実ではなく合意を求めており、それは長々とした政治会議のように、最も大きく最もしつこい声に支配されるという結果を招いている」と懐疑的な意見を表明した。

## 認知

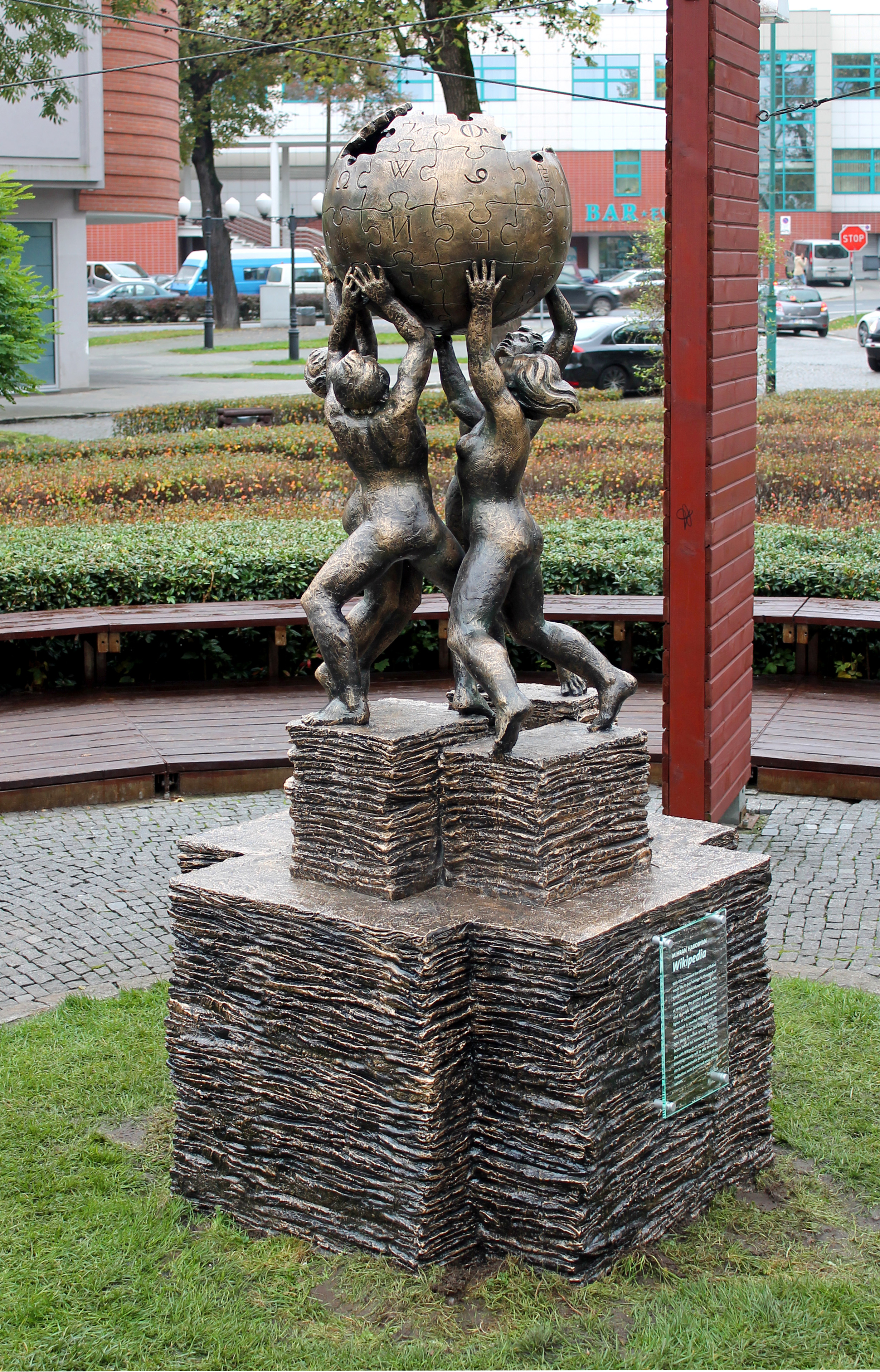
ポーランドのスウビツェにあるウィキペディアモニュメント（ミヒラン・ハコビアン作 2014年)

2014年に、ウィキペディアコミュニティを顕彰して、ミヒラン・ハコビアンによるウィキペディアモニュメントがポーランドのスウビツェに設置された。
ウィキペディアのコミュニティは「包括的で普遍的にアクセス可能な百科事典による知識の普及（の推進）。その達成のためにウィキペディアのイニシエーターは新しい効果的で民主的なプラットフォームー世界中の何万人ものボランティアが参加する共有プロジェクトを設計した」ことによる2015年のエラスムス賞を受賞した。